# Smilax walteri
Smilax walteri är en enhjärtbladig växtart som beskrevs av Frederick Traugott Pursh. Smilax walteri ingår i släktet Smilax och familjen Smilacaceae. Inga underarter finns listade.